# Anywhere Else
Anywhere Else is een nummer van de Nederlandse zanger Alain Clark uit 2013. Het is de derde single van zijn vierde studioalbum Walk with Me.
Anywhere Else werd een klein hitje in Nederland. Het nummer bereikte de zesde positie in de Tipparade.